# Creative Technology Cubic 99
Creative Technology Cubic 99 (CUBIC 99) је био преносиви рачунар фирме Creative Technology који је почео да се производи у Сингапуру од 1984. године.
Користио је 6502 и Z80-A као микропроцесор. RAM меморија рачунара је имала капацитет од 64 KB прошириво до 192 KB. 
Као оперативни систем кориштени су Apple ll и CP/M оперативни системи.

## Детаљни подаци
Детаљнији подаци о рачунару CUBIC 99 су дати у табели испод.
|                       |                                                                              |
| [ 1 ]                 |                                                                              |
| Произвођач            |                                                                              |
| Тип                   | преносиви рачунар                                                            |
| Меморија              | 64 прошириво до 192 KB                                                       |
| Поријекло             | Сингапур                                                                     |
| Година                | 1984                                                                         |
| Тастатура             | пуни помак тастера, 68 тастера са нумеричком тастатуром + функцијски тастери |
| Процесор              |                                                                              |
| Фреквенција процесора | непознато                                                                    |
| RAM                   | 64 прошириво до 192 KB                                                       |
| ROM                   | 16 KB                                                                        |
| Текст                 | 40 или 80 знакова x 24 линије                                                |
| Графика               | 40 x 40 или 280 x 192 пиксела (2 до 18 странице високе резолуције)           |
| Боја                  | 16                                                                           |
| Звук                  | синтисајзер говора и тонски генератор                                        |
| Димензије             | непознато                                                                    |
| Портови               |                                                                              |
| Оперативни систем     | и оперативни системи                                                         |